# Tam Ngãi
Tam Ngãi là một xã thuộc tỉnh Vĩnh Long, Việt Nam.

## Địa lý
Xã Tam Ngãi có vị trí địa lý:
- Phía đông giáp xã An Trường và Tân An.
- Phía tây giáp xã Trà Ôn.
- Phía nam giáp xã An Phú Tân và Cầu Kè.
- Phía bắc giáp xã Vĩnh Xuân và Hiếu Thành.

Xã Tam Ngãi có diện tích 61,31 km², dân số năm 2025 là 40.282 người, mật độ dân số đạt 657 người/km².

## Lịch sử
Ngày 16 tháng 6 năm 2025, Ủy ban Thường vụ Quốc hội ban hành Nghị quyết số 1687/NQ-UBTVQH15 về việc sắp xếp các đơn vị hành chính cấp xã của tỉnh Vĩnh Long năm 2025. Theo đó, sắp xếp toàn bộ diện tích tự nhiên, quy mô dân số của các xã Tam Ngãi, Thạnh Phú và Thông Hòa thành xã mới có tên gọi là xã Tam Ngãi.
Sau khi sáp nhập, xã Tam Ngãi có 61,31 km² diện tích tự nhiên và dân số 40.282 người.

## Hành chính
Xã Tam Ngãi được chia thành 7 ấp: Bà My, Bưng Lớn A, Bưng Lớn B, Giồng Nổi, Ngãi Nhất, Ngãi Nhì, Ngọc Hồ.